# 今治あきない商社
株式会社今治あきない商社（いまばりあきないしょうしゃ）は、愛媛県今治市東門町に本社を置く地域商社。

## 概要
2023年6月に今治市などが出資する第三セクターである一般財団法人今治地域地場産業振興センターが設立した。
今治市が瀬戸内海の「へそ」に位置する⽴地条件を⽣かし、資⾦、消費、投資の流出を流⼊に変え、地域で所得が循環することを⽬指す「瀬⼾内クロスポイント構想」実現を目的に地域の地場産品を地域外に販売する事を目指している。設立に伴い、今治地域地場産業振興センターが行っていたふるさと納税事業やセンターの物販部門を継承した。

## 沿革
- 2023年6月 -「株式会社今治あきない商社」設立。